# 阿扎汀·樂嘎布
阿扎汀·樂嘎布（Azzedine Lagab，1986年9月18日—）是一名阿爾及利亞男子單車運動員，曾代表國家參加2012年倫敦奧運的單車男子公路賽，結果未能完成比賽。他也參加了2011年非洲運動會。

## 外部連結
- 阿扎汀·樂嘎布在ProCyclingStats的頁面
- 阿扎汀·樂嘎布 at Cycling Archives